# Киммидж

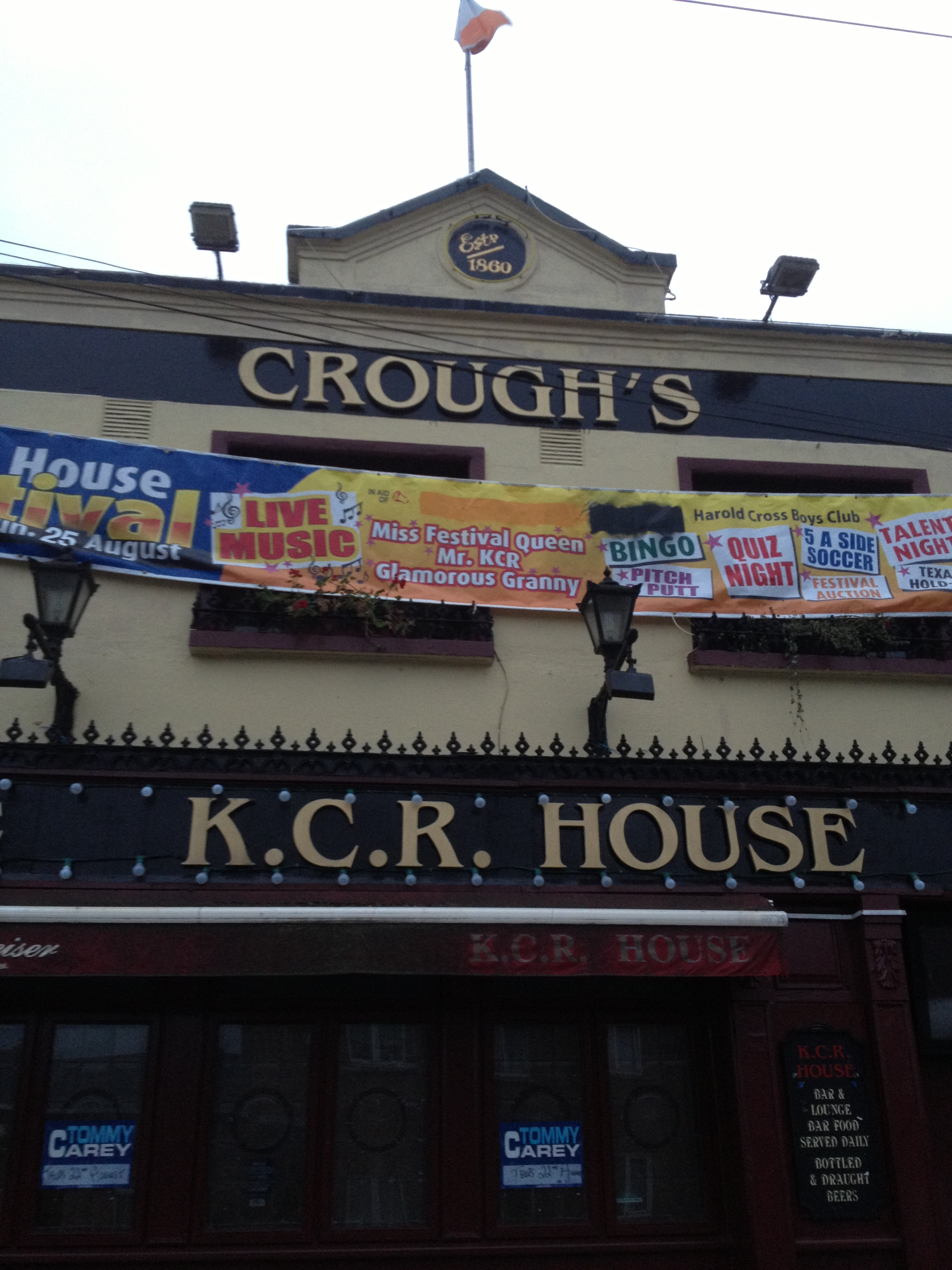
Паб в Киммидже

Киммидж (англ. Kimmage; ирл. Camaigh) — городской район Дублина в Ирландии, находится в административном графстве Дублин (провинция Ленстер). Сквозь район протекает река Поддл.
Здесь, в доме семьи Планкетт, находился секретный склад оружия Ирландских добровольцев.